# Списак фудбалских ривалстава по државама
Овај списак се бави фудбалским ривалствима широм света. Ово укључује и локалне дербије, као и утакмице између екипа које се још поред ривалства на терену манифестују на много начина. Жестоких сукоба између присталица клубова, велике медијске покривености, високе цифре прегледа телевизије и, у неким случајевима, горке борбе може бити и узроке и последице високог профила ривалства.